# Diomeda (moglie di Amicla)
Diomeda  (in greco antico: Διομήδη?, Diomídi) è un personaggio della mitologia greca. Fu la seconda regina di Sparta, in quanto moglie del secondo re di Sparta Amicla. Figlia di Lapite, sposò il re di Sparta Amicla, cui diede i figli Cinorta, Giacinto, Argalo, Laodamia (o Leanira) e Polibea.
Il marito Amicla (figlio di Lacedemone, primo re di Sparta) fu il fondatore della città di Amicle, nella Laconia centrale.